# Костенко Лука Володимирович
Лука Володимирович Костенко (1874 — ?) — селянський депутат Державної думи II скликання від Катеринославської губернії.

## Біографія
Селянин села Маріїнське Маріупольського повіту Катеринославської губернії. 
Закінчив народну школу. Довго відбував військову службу, служив на Кавказі. Брав участь у російсько-японській війні. 
Займався землеробством на землях площею 7 десятини. Останнім часом перед виборами в Думу працював покрівельником і маляром на Карпівських рудниках (нині Петрівський район Донецька).
6 лютого 1907 р. обраний до Державної думи II скликання від загального складу виборщиків Катеринославських губернських виборчих зборів. Увійшов до складу Трудової групи та фракції Селянського союзу, входив до думської Комісії з народної освіти.
Деталі подальшої долі та дата смерті невідомі.

### Архіви
- Російський державний історичний архів. Фонд 1278. Опис 1 (2-й скликання). Справа 211; Аркуш 6.